# علم مقاطعة ساراتوف

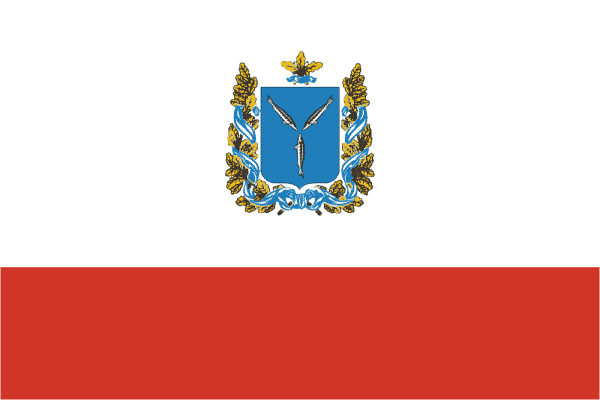
العلم المستخدم مابين 5 أيلول 1996 - 23 أيار 2001

أعتمد علم مقاطعة ساراتوف في يوم 23 أيار - مايو من عام 2001 م.